# Ingrid Lejdström
Ingrid Signe Kristina Lejdström (född Samzelius), född 3 april 1867 i Stockholm, död där 4 augusti 1953, var en svensk läkare.
Ingrid Lejdström var dotter till kommissarien Per Samzelius. Hon avlade studentexamen 1886 och gifte sig 1890 med sångpedagogen Oscar Lejdström. Hon kom senare att studera vid Karolinska Institutet där hon blev medicine kandidat 1915 och medicine licentiat 1921. Efter kortare förordnanden utövade hon läkarpraktik i Stockholm som specialist i röst- och talrubbningar samt i andningsgymnastik. Lejdström företog 1924 en studieresa till Wien. Hon var sekreterare i Sällskapet för spridning av det vegetariska levnadssättet 1927–1931 samt vice ordförande i Stockholms vegetariska förening 1931–1935. Hon höll ett flertal företag bland annat i Paris 1910, Helsingfors 1925, Jönköping 1933, Köpenhamn 1936 samt i Stockholm. Bland hennes skrifter märks Andingsvård (1932) och Researches with the bilateral Tronchopneumograph on the movements of the respiratory Mechanism during Breathing (1939).